# Campylocentrum iglesiasii
Campylocentrum iglesiasii är en orkidéart som beskrevs av Alexander Curt Brade. Campylocentrum iglesiasii ingår i släktet Campylocentrum och familjen orkidéer. Inga underarter finns listade i Catalogue of Life.

## Bildgalleri

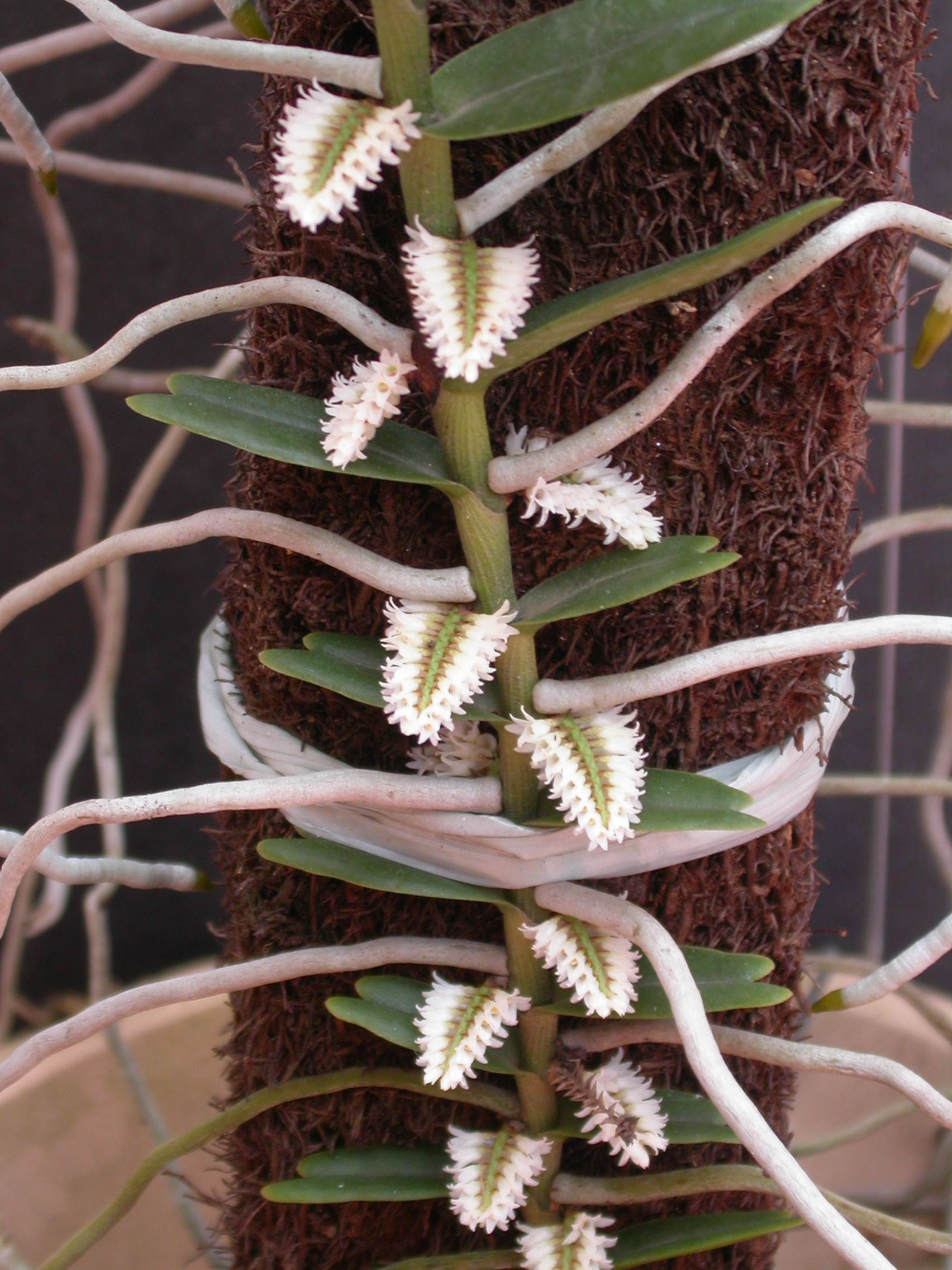
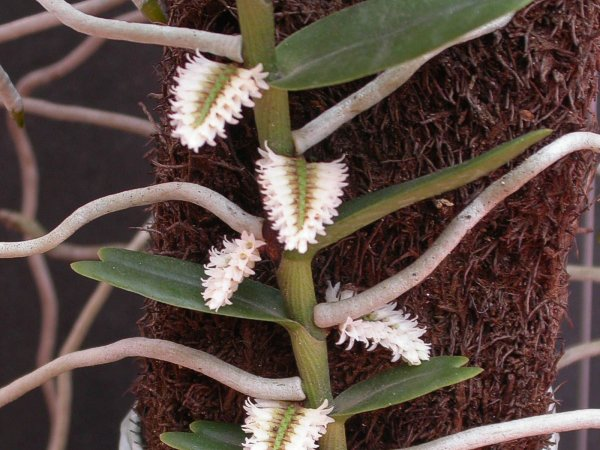
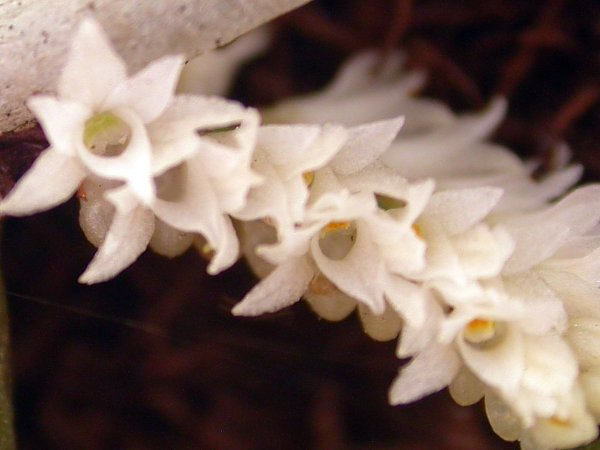
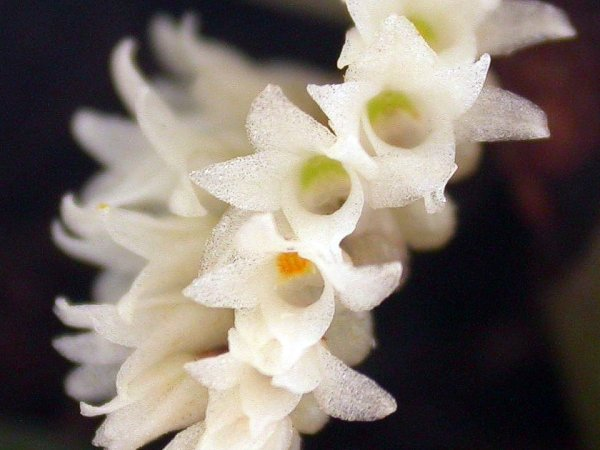
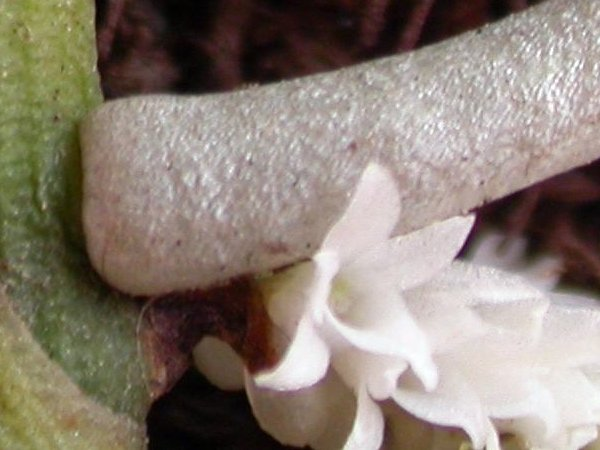